# Alurština
Alurština je jazyk kmene Alurů, který obývá jih ugandského regionu West Nile, ale i severovýchodní část provincie Ituri v Demokratické republice Kongo, která k regionu West Nile přiléhá. Počet mluvčích se odhaduje mezi 1, 7 miliony a 2 miliony. Alurština je velice blízká akolštině, jazyku kmene Akolů, někdy se oba tyto jazyky považují jen za dialekty jazyka jediného. Alurština a akolština sdílí okolo 90% slovní zásoby.
Alurština se řadí do velké jazykové rodiny nilosaharských jazyků (existenci této velké jazykové rodiny je ovšem některými lingvisty zpochybňována). V rámci nilosaharských jazyků se řadí do podskupin východosúdánských jazyků, jižních východosúdánských jazyků, nilotických jazyků, západních nilotických jazyků, jazyků luo a jižních jazyků luo.
Mezi hlavní dialekty alurštiny patří Jokot, Jonam/Lo-Naam, Mambisa a Wanyoro.
Alurština nemá oficiální zápis, ale je ve zvyku používat latinku. V alurštině jsou v menší míře psány knihy a používá se ve filmech nebo ve vysílání radia. Existuje alurský překlad Bible.

## Ukázka
Otčenáš v alurštině:
| „ | Wegwa ma ni i polo,dong' Nyingi bed leng' Dong' ker peri bin Dong' yeny ma cwinyi yenyo utimbre i ng'om calu m'etimbre ko i polo Tinuni mi iwa kwen mwa ma ku ba rupiny Wek dub mwa ma wadubo urwiny woko, calu wan de waweko dub ma judubo iwa urwinyo woko Kud itel wiwa i yoj abidhe Ento ilarwa re kud i dubo Kum ker ubedo peri, ku tego de, ku dwong' bende Ma rondo ku rondo Amen | “ |

Český překlad:
| „ | Otče náš, jenž jsi na nebesích, posvěť se jméno tvé. Přijď království tvé. Buď vůle tvá jako v nebi tak i na zemi. Chléb náš vezdejší dej nám dnes. A odpusť nám naše viny, jako i my odpouštíme našim viníkům. A neuveď nás v pokušení, ale zbav nás od zlého. Amen. | “ |